# Manneville-la-Pipard
Manneville-la-Pipard è un comune francese di 327 abitanti situato nel dipartimento del Calvados nella regione della Normandia.

## Società

### Evoluzione demografica
Abitanti censiti